# Empanada galega

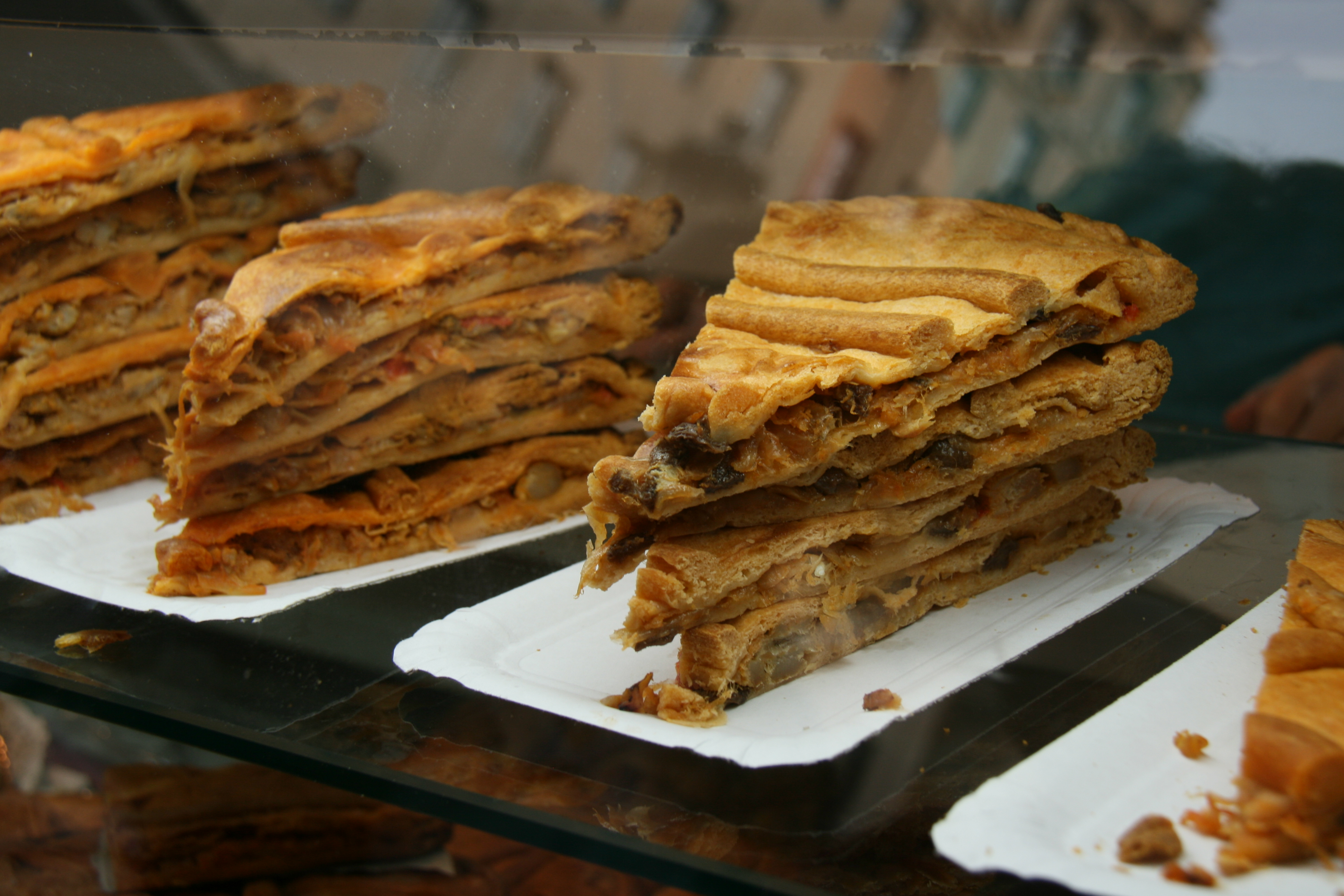
Empanadas galegas.

A Empanada galega é um tipo de empanada típica da Galiza. Ela é muito popular na gastronomia galega desde épocas passadas.  A receita básica é normalmente preparada com farinha de trigo recheada com diferentes produtos tradicionais da costa e do interior da galiza: carne, legumes, peixe ou crustáceos.. Atualmente, é introduzido na sua preparação, legumes com algumas combinações e outras variantes de misturas de carnes como presunto e queijo. Ela Pode ser consumida quente ou fria.

## História
Na Galiza a empanada é conhecida desde o tempo dos godos, por volta do século VII, quando foram decretadas as regras gerais para a sua preparação. Sua importância na gastronomia galega é tão significativa que elas foram esculpidas no Pórtico da Glória da Catedral de Santiago de Compostela, durante o século XVII.